# Merry Christmas, Baby
Merry Christmas, Baby è il ventottesimo album in studio di Rod Stewart, pubblicato nel 2012 dalla Verve Records ed ha raggiunto la terza posizione nelle classifiche Billboard 200 ed ARIA Charts, la seconda posizione nelle Official Albums Chart e Sverigetopplistan e la prima nella Recording Industry Association of New Zealand e nella Billboard Canadian Albums.

## Descrizione
Per la prima volta Rod Stewart incide un album natalizio, con sfondo d'archi. Merry Christmas, Baby, album di standard e canzoni del repertorio tradizionale, vede Rod Stewart insieme con una lista di ospiti, a cominciare da Michael Bublé, che duetta con Rod in “Winter Wonderland.” “We Three Kings” è un duetto con Mary J. Blige ed il brano che dà il titolo all'album “Merry Christmas, Baby” è un duetto con Cee Lo Green. In “Let It Snow! Let It Snow! Let It Snow!” compare Dave Koz al sassofono e “What Are You Doing New Year's Eve?” è un duetto ‘virtuale’ con Ella Fitzgerald con la partecipazione di Chris Botti. Merry Christmas, Baby comprende inoltre “Have Yourself A Merry Little Christmas,”“Santa Claus Is Coming to Town,” il classico di Irving Berlin “White Christmas,” “Blue Christmas,” “When You Wish Upon A Star,” “Silent Night” e “Auld Lang Syne.” La composizione originale realizzata per l'album dal titolo “Red-Suited Super Man” è opera di Rod Stewart, David Foster e Amy Foster. La versione Deluxe contiene tre tracce in più.

## Tracce
1. Have Yourself a Merry Little Christmas (Hugh Martin - Ralph Blane) - 4:29
2. Santa Claus Is Coming to Town (J. Fred Coots - Haven Gillespie) - 2:47
3. Winter Wonderland (Felix Bernard - Richard B. Smith) - 2:23
4. White Christmas (Irving Berlin) - 3:48
5. Merry Christmas baby (Lou Baxter - Johnny Moore) con Cee Lo Green - 3:51
6. Let It Snow! Let It Snow! Let It Snow! (Sammy Cahn - Jule Styne) con Dave Koz - 2:50
7. What are you doing New Year's Eve? (Frank Loesser) con Ella Fitzgerald e Chris Botti - 3:42
8. Blue Christmas (Billy Hayes - Jay W. Johnson) - 3:27
9. Red suited super man (Rod Stewart - David Foster - Amy Foster) - 3:09
10. When you wish upon a star (Ned Washington - Leigh Harline) - 3:45
11. We three kings (Traditional) - 3:27
12. Silent night (Franz X. Gruber - Joseph Mohr) - 4:22
13. Auld Lang Syne (Traditional) - 3:45
14. What Child Is This? (Traditional - Dean Parks - Jochem van der Saag) - 4:16
15. The Christmas Song (Mel Tormé - Robert Wells) - 3:40
16. Silver Bells (Ray Evans - Jay Livingston) - 3:24